# ملعب كواتيموك
ملعب كواتيموك هو ملعب كرة قدم يقع في ولاية بويبلا المكسيكية. يسع الملعب لجلوس 42,648 متفرج. تم افتتاح الملعب في 8 أكتوبر 1968.